# Hans Baur
Johann Peter Baur, uváděný jako Hans Baur (19. červen 1897 – 17. únor 1993), byl válečný pilot za první světové války a Hitlerův osobní pilot za druhé světové války. Zároveň byl v hodnosti SS-Gruppenführer und Generalleutnant der Polizei velitelem Fliegerstaffel des Führers (vládní letecké služby).

## Mládí, první světová válka a poválečné období
Narodil se dne 19. června roku 1897 ve městě Ampfing nedaleko města Mühldorf am Inn v Bavorsku. Po dokončení reálné školy se vyučil obchodním prodejcem.
V roce 1915 vstoupil do německého císařského letectva, kde byl přiřazen do záložní letky, která sídlila ve městě Schleisshein. Na jaře roku 1916 byl přeřazen ke I. Bavorskému leteckému oddílu. V červnu roku 1918 létal jako pilot s dělostřeleckým pozorovatelem v oblasti Champagne ve Francii, během jednoho z pozorovacích letů byl napaden čtyřmi nepřátelskými letouny, avšak dva se mu povedlo sestřelit a zbylé dva donutil přistát. Jeho pozorovatelem byl pozdější důstojník ve druhé světové válce generál Georg von Hengl. Během války se mu postupně povedlo sestřelit devět nepřátelských letounů, za což byl oceněn Bavorským vyznamenáním za statečnost. Mezi léty 1919 až 1920 byl členem skupiny Freikorps von Epp, tehdy pod velením Franze von Eppa.
Poté, co bylo za podmínek Versaillské dohody rozpuštěno německé letectvo, začal Baur létat pro soukromé aerolinky, např. Bayrische Luftlloyd nebo Junkers Luftverkehr. V roce 1926 se stal jedním z prvních šesti pilotů letecké společnosti Lufthansa. Během 30. let se počet jeho nalétaných kilometrů blížil miliónu.
V únoru roku 1933 si jej Adolf Hitler vybral jako svého osobního pilota na plný úvazek. Společně s celou svou posádkou (palubní inženýr Max Zintl a radista Paul Leciejewski) souhlasil a tímto se stal členem Regierungsflugdienst (vládní letecké služby), která byla během druhé světové války přejmenována na Fliegerstaffel des Führers. Se vstupem do SS mu byla udělena hodnost SS-Standartenführer. Zároveň se stal členem NSDAP.

## Druhá světová válka

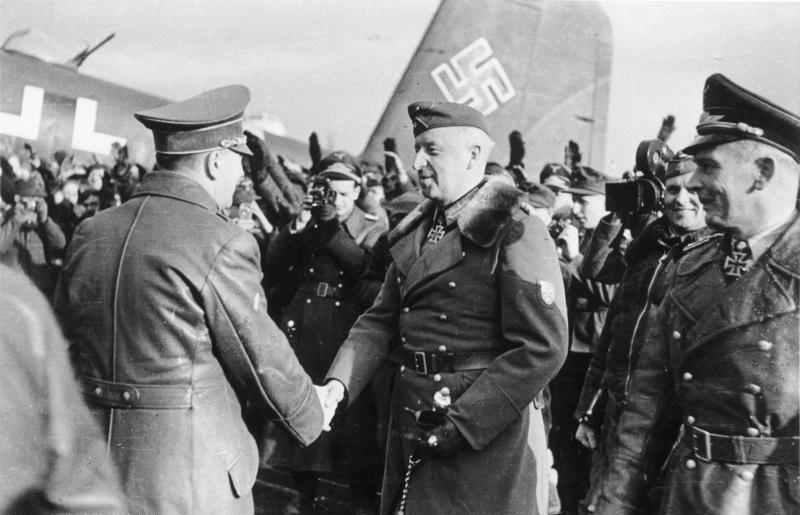
Za přísných bezpečnostních opatření navštívil Hitler 10. března 1943 velitelství Skupiny armád Jih v Záporoží. Na polním letišti jej vítá polní maršál Erich von Manstein, vpravo přihlížejí Hans Baur a polní maršál Wolfram von Richthofen.

Zpočátku převážel vládní činitele, včetně Adolfa Hitlera. Později začal převážet i vysoké armádní důstojníky a hodnostáře mezi Berlínem, Wolfsschanze ve Východním Prusku a novým Hitlerovým polním velitelstvím Wehrwolf, které se nacházelo poblíž ukrajinského města Vinnica. Poté, co 19. listopadu roku 1942 začala ruská protiofenzíva u Stalingradu (také jako Operace Uran), byly německá 6. armáda a 4. tanková armáda, spolu se zbytky italských a rumunských jednotek obklíčeny. Mezitím co se Luftwaffe pokoušela zásobovat obklíčené jednotky ze vzduchu, nechal si Hitler na začátku prosince k sobě zavolat Baura. Jeho sdělení bylo prosté: „Potřebuji mluvit s generálem Hansem Hubem a chci, abyste ihned letěl do Stalingradu, vyzvedl ho a přivezl sem.“ Jeho reakce na nebezpečný úkol, který se mnohým pilotům Luftwaffe stal osudným, odpověděl Baur prostým „Jawohl, mein Führer!“ (Provedu, můj Vůdče!) a okamžitě začal připravovat k letu stroj Focke-Wulf Fw 200. Brzy ráno odstartoval z východopruského Rastenburgu a směřoval k zásobovacímu letišti Morozovskoje. Dotankoval palivo, naložil zdravotnický materiál a přikrývky a bez stíhacího doprovodu odstartoval směrem Stalingrad, kde přistál na letišti Pitomnik. Zde naložil generála Hubeho a tolik raněných, kolik jen mohl, a odletěl zpět.
17. února roku 1943 společně s Hitlerem těsně unikli sovětským jednotkám u ukrajinského Záporoží. Hitler projednával situaci s polním maršálem von Mansteinem v jeho štábu, když sovětští tankisté útočili na okrajový perimetr letiště, tam jim ale došlo palivo. Baur však v pravý okamžik upozornil Hitlera na hrozící nebezpečí a okamžitě s ním odletěl. Po boku německého diktátora pak sloužil až do konce války, kdy s ním strávil poslední hodiny v jeho bunkru v Berlíně. Mezi posledními Vůdcovými rozkazy bylo jednak ujmout se kremace jeho těla a těla Evy Braunové a také dopravit ministra Martina Bormanna s důležitými dokumenty do Flensburgu, kde se vytvářela nová vláda pod velením admirála Dönitze. Jako poslední dar od Hitlera dostal na památku jeho oblíbený obraz Friedricha Velikého jako důkaz vděku.
Během noci na 1. květen však ztratil s Bormannem kontakt během pokusu o útěk, když se jejich skupina připletla do přestřelky mezi tanky T-34 a Tiger. Když se snažil uniknout, byl zasažen dávkou ze samopalu do nohy. Nebyl schopný utéci ani bojovat, a tak jej jeden sovětský voják zatáhl do blízké budovy a okradl, nicméně mu zachránil život, neboť mu na rány přiložil obvazy. Ještě před útěkem spálil své pravé doklady a převlékl se do běžné vojenské uniformy, působil proto jako řadový voják, který byl zraněn. Jeho zranění však byla natolik vážná a měl tak silné bolesti, že se rozhodl odhalit svou pravou identitu v domnění, že mu bude poskytnuta lepší zdravotní péče. Sověti ho však ihned předali důstojníkům NKVD, kteří ho vyslýchali tak dlouho, dokud neupadl do bezvědomí. Teprve poté byl odvezen do polní nemocnice, kde mu byla kvůli infekci a nepovedené operaci amputována noha pod kolenem. V listopadu roku 1945 byl převezen k dalším výslechům NKVD do Moskvy do vězení Butyrka. Mučení dohnalo Hanse Baura až na pokraj sebevraždy. Sovětským tribunálem byl odsouzen na 25 let nucených prací, avšak v říjnu roku 1955 byl společně s dalšími vězni propuštěn.

## Život po propuštění
Dne 8. října roku 1955 byl propuštěn ze sovětského zajetí a vrátil se zpět do Německa, kde v roce 1957 sepsal svojí autobiografii Ich Flog Mit Den Mächtigen Der Erde (Létal jsem s nejmocnějšími světa), a později své paměti do knihy Mit Mächtigen zwischen Himmel und Erde, která vyšla v roce 1971. Hans Baur zemřel dne 17. února roku 1993 v bavorském městě Herrsching. Pochován a zpopelněn byl na hřbitově v Mnichově.

## Shrnutí vojenské kariéry

### Data povýšení
- Gefreiter
- Vizefeldwebel - červen, 1918
- Flugkapitän - 20. červenec, 1928
- DLV-Fliegerkapitän - duben, 1933
- SS-Standartenführer - 14. říjen, 1933
- Major der Schutzpolizei - 1934
- SS-Oberführer - 9. září, 1934
- Oberst der Schutzpolizei - 20. duben, 1941
- SS-Brigadeführer und Generalmajor der Polizei - 30. leden, 1944
- SS-Gruppenführer und Generalleutnant der Polizei - 24. únor, 1945

### Významná vyznamenání
- Pruský železný kříž I. třídy (První světová válka)
- Pruský železný kříž II. třídy (První světová válka)
- Bavorská vojenská medaile za statečnost ve stříbře (První světová válka)
- Bavorský vojenský záslužný řád, III. třídy s meči (První světová válka)
- Královský bavorský odznak pilota (První světová válka)
- Čestný pohár za vítězství v leteckém souboji (První světová válka)
- Královský uherský služební řád (První světová válka)
- Rytířský kříž finského řádu bílé růže
- Finský řád kříže svobody II. třídy s meči - 4. červen, 1942
- Gdaňský kříž II. třídy
- Zlatý stranický odznak - 1943
- Letecký odznak pilota (Luftwaffe)
- Kříž cti
- Sudetská pamětní medaile
- Medaile za Anschluss
- Sportovní odznak SA[3] v bronzu
- Svícen SS - 16. prosinec, 1935
- Totenkopfring
- Civilní odznak SS
- Čestná dýka Reichsführera SS
- Služební vyznamenání SS
- Chorvatský řád koruny krále Zvonimira I. třídy - 1943
- Odznak velitele letounu a pozorovatele ve zlatě s brilianty - 1943
- Řád rumunské koruny - duben, 1942
- Služební odznak NSDAP[4] ve stříbře
- Služební odznak NSDAP v bronzu
- Královský italský řád koruny
- Řád sv. Alexandra - 1941
- Čestný prýmek NSDAP s hvězdou
- Julleuchter der SS, 16. prosinec 1935

údaje použity z: německá Wikipedie-Hans Baur (Pilot)